# Calluga pallidipunctata
Calluga pallidipunctata är en fjärilsart som beskrevs av W. Warren 1907. Calluga pallidipunctata ingår i släktet Calluga och familjen mätare. Inga underarter finns listade i Catalogue of Life.